# Fjodor Petrowitsch Sawarenski

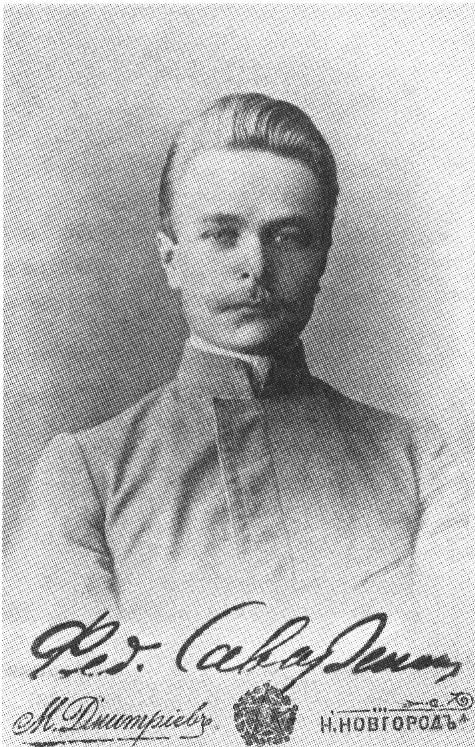
Fjodor Petrowitsch Sawarenski (1902)

Fjodor Petrowitsch Sawarenski (russisch Фёдор Петрович Саваренский; * 30. Januarjul. / 11. Februar 1881greg. in Gorochowez; † 8. Oktober 1946 in Moskau) war ein russischer Hydrogeologe, Ingenieurgeologe und Hochschullehrer.

## Leben
Sawarenski war der Sohn eines Gerichtssekretärs, der trotz begrenzter Mittel seinem begabten Sohn den Besuch des Humanistischen Gymnasiums Wladimir ermöglichte. In seiner Freizeit legte er ein Herbarium und eine Mineraliensammlung an. Als sein Vater 1896 starb, war die Familie mittellos, so dass er zu arbeiten anfing. 1901 begann er mit einem Stipendium des Gorochowez-Semstwo das Studium an der Universität Moskau (MGU) in der physikalisch-mathematischen Fakultät. Dort waren seine Lehrer Nikolai Alexejewitsch Umow, Kliment Arkadjewitsch Timirjasew, Nikolai Dmitrijewitsch Selinski, Wladimir Wassiljewitsch Markownikow, Alexei Petrowitsch Pawlow und Wladimir Iwanowitsch Wernadski. Am stärksten beeinflussten ihn Wernadskis Ideen zur Verbindung von Natur und Wissenschaft und zum Wesen der wissenschaftlichen Tätigkeit. Er war aktiv in der Studentenbewegung und war von Februar 1901 bis Juli 1902 in Haft im Butyrka- und Kostroma-Gefängnis. 1909 erschien in den Russkije wedomosti seine erste Veröffentlichung, in der er sich gegen die Politik des Volksbildungsministers Alexander Nikolajewitsch Schwarz aussprach. 1909 schloss er das Studium als Spezialist für Bodenkunde ab.
1909 trat Sawarenski auf Empfehlung Alexei Nikolajewitsch Sabanins als Bodenkundler in den Dienst des Semstwo-Amts des Gouvernements Tula. Er führte Bodenuntersuchungen zur Bewertung der Böden durch entsprechend den Konzepten Wassili Wassiljewitsch Dokutschajews. Auch beteiligte er sich an den hydrologischen und hydrogeologischen Untersuchungen der von A. S. Kosmenko geleiteten Parallelgruppe. Mit den bis 1913 erhaltenen Ergebnissen wurde eine Reihe von Bodenkarten für den Ujesd erstellt. Mit anderen gründete er die Tulaer Gesellschaft der Freunde der Naturkunde und beteiligte sich an deren Arbeit, so dass er 1911 zu ihrem Ehrenmitglied gewählt wurde. Seit 1913 war er Mitglied der Archivkommission des Gouvernements Tula. Er unterrichtete Physik am Tulaer Mädchengymnasium, wo er seine spätere Frau Alewtina Uspenskaja kennenlernte.
1913–1914 arbeitete Sawarenski im Semstwo des Gouvernements Tschernigow, wo er Bodenuntersuchungen im Ujesd Nischyn durchführte und Versuchsfelder in Nossiwka und Makijiwka beobachtete.
1915 wurde Sawarenski von der Abteilung für Bodenverbesserung der Hauptverwaltung für Landwirtschaft nach Saratow geschickt, um als Chef einer Hydrogeologengruppe hydrogeologische Untersuchungen zur Bewässerung von Trockengebieten in der Wolgaregion durchzuführen. Daneben hielt er Vorlesungen an der Staatlichen Universität Saratow, am Saratower Landwirtschaftsinstitut und am Saratower Polytechnischen Technikum.
Der Beginn des Russischen Bürgerkriegs unterbrach die Arbeit.  Sawarenski wurde zum Chef des Gouvernementskomitees für staatliches Bauen ernannt und erledigte Aufgaben für die Ostfront der Roten Armee. Nach Beginn der Hungersnot in der Wolgaregion erkrankte er an einer eitrigen Brustfellentzündung, so dass er Anfang 1922 nach Moskau fuhr in der Hoffnung, dort Arbeit und eine Bleibe für seine Familie zu finden.
1922 wurde Sawarenski Vizeleiter der Zentralen Hydrologischen Station im Volkskommissariat für Landwirtschaft der RSFSR. 1924 wurde er Mitarbeiter der Moskauer Abteilung des staatlichen Geologischen Komitees. Er führte eine hydrogeologische Untersuchung des unter Katharina II. gebauten Damms des Ljudinowoer Stausees an der Bolwa nicht weit von Brjansk durch. Er untersuchte Terrains für Wasserkraftanlagen für die Glas- und Maschinenbaufabriken der früheren Industriellenfamilie Malzow (Iwan Sergejewitsch Malzow, Sergei Iwanowitsch Malzow). Er untersuchte den Unterlauf des Dnepr im Zusammenhang mit dem geplanten Bau der
Talsperren DneprGES und KachowkaGES. Er lehrte am Moskauer Vermessungsinstitut, am Moskauer Landmanagement-Technikum und am Twerer Pädagogik-Institut.
Im Auftrag des Rats für Arbeit und Verteidigung der UdSSR organisierte er und leitete dann 1925–1929 hydrogeologische und ingenieurgeologische Untersuchungen der Trockensteppen des Kura-Arax-Tieflands. Als Mitglied der Kommission des Baumwollhauptkomitees des Obersten Rats für Volkswirtschaft untersuchte er in Zentralasien Saatzuchtbetriebe und die hydrogeologischen Bedingungen der bewässerten Baumwollgebiete in der Utschkorgon-Steppe zwischen Naryn und Qoradaryo. 1927 wurde er Mitglied des Expertenrats für Wasserwirtschaft des Gosplans.
1929–1933 war Sawarenski Seniorgeologe im Institut für Grundwasser. 1930 wurde er von der Hauptverwaltung für geologische Erkundungen des Obersten Rats für Volkswirtschaft zu einer Studienreise nach Italien und Frankreich abgeordnet. In Italien studierte er die Organisation und Technik der Entwässerungsarbeiten in der Po-Ebene, der Maremma und den Pontinischen Sümpfen, die Möglichkeiten der Wasserversorgung Apuliens. die Bewässerungsarbeiten in der Lombardei sowie den Eisenbahn- und Tunnelbau und den Kampf gegen Erdrutsche und Muren. In Frankreich besuchte er die Académie des sciences und geologische Wissenschafts- und Bildungseinrichtungen.
1933–1935 leitete Sawarenski das Laboratorium für Ingenieurgeologie des Allunionsinstituts für mineralische Rohstoffe. 1934 wurde er ohne Verteidigung einer Dissertation zum Doktor der geologisch-mineralogischen Wissenschaften promoviert. Als Vorsitzender der geologischen Sektion  der Expertenkommission des Gosplans für den Ausbau der Wolga stellte er ein Kollektiv hochqualifizierter Spezialisten für die Prüfung und Genehmigung von Großbauprojekten für die Flüsse des Wolgabeckens zusammen. Er war beteiligt an Studien zur
Kuibyschewer und zur Kamyschiner Staustufe, an Untersuchungen zu den Wasserbauvorhaben bei Sengilei an der Wolga, an der oberen Wolga und an der Kama und an Studien zum Wolga-Don-Kanal, zum Moskaukanal, zur Oka-Don-Verbindung, zur Eisenbahnmagistrale Moskau-Donbas und anderen Projekten. Er leitete die wissenschaftliche Untersuchungsgruppe für den Bau der Moskauer Metro und beteiligte sich bei der Lösung der Probleme beim Ausbau und der Erneuerung Moskaus. 1937 organisierte er ein Netzwerk zur Untersuchung des Grundwasserzustands in allen Territorien der UdSSR. 1939 wurde er zum Korrespondierenden Mitglied der Akademie der Wissenschaften der UdSSR (AN-SSSR, ab 1991 Russische Akademie der Wissenschaften (RAN)) gewählt.
Während des Deutsch-Sowjetischen Krieges war er 1941–1943 in Kasan evakuiert. Dort erlitt er einen schweren Herzinfarkt, der ihn sehr beeinträchtigte. 1943 wurde er zum Vollmitglied der AN-SSSR gewählt. 1943–1946 arbeitete er in den Expertenräten für Wiederaufbau und Entwicklung der Volkswirtschaft mit. 1944 wurde er Vorsitzender der Sektion für die wissenschaftliche Bearbeitung der Probleme der Wasserwirtschaft der AN-SSSR. Er gründete und leitete dann das Laboratorium für hydrogeologische Probleme der AN-SSSR.
Seit 1930 war Sawarenski Professor am Moskauer Geologischen Institut, das 1930 aus der Fakultät für geologische Erkundung der Moskauer Bergakademie gebildet worden war. 1934 hatte er dort den Lehrstuhl für Ingenieurgeologie gegründet, den er dann leitete. 1935–1940 war er Leiter der Abteilung für Hydrogeologie und Ingenieurgeologie des Geologie-Instituts der AN-SSSR. Sawarenskis Erforschung der Bodenmechanik lieferte wichtige Beiträge zur Bodenkunde.
Sawarenski war in erster Ehe verheiratet mit Alewtina Alexejewna Uspenskaja, mit der er zwei Kinder bekam: Jewgeni wurde Geophysiker, und Tatjana wurde Architekturhistorikerin. Als Alewtina Alexewna 1938 starb, heiratete Sawarenski in zweiter Ehe ihre ältere Schwester Walentina Alexejewna.
Sawarenski wurde auf dem Nowodewitschi-Friedhof begraben.
Das Laboratorium für hydrogeologische Probleme der AN-SSSR wurde nach Sawarenski benannt. 1947 schrieb das Präsidium der AN-SSSR den Sawarenski-Preis für die beste Arbeit im Bereich der Hydrogeologie und Ingenieurgeologie aus.

## Ehrungen
- Orden des Roten Banners der Arbeit (1944)
- Medaille „Für heldenmütige Arbeit im Großen Vaterländischen Krieg 1941–1945“ (1945)
- Leninorden (1945)[1]